# Maurice van Geert
Maurice van Geert was een Belgisch motorcoureur en -ingenieur.

## Levensloop
Van Geert nam in 1923 het motormerk Cravillon & Cie over van Omer Cravillon, gevestigd te Oudergem. Onder zijn bewind werd het merk hernoemd naar Motocyclettes Rush en het aanbod uitgebreid met 350-, 500- en 600 cc motorblokken die onder meer werden voorzien van een door Harry Ricardo gepatenteerde verbrandingskamer. Ook was hij een van de eersten die in 1929 zadeltanks ging toepassen. 
Op 6 september 1924 werd Van Geert op een Rush-Blackburne winnaar van de Grote Prijs van Europa te Monza in de 250 cc. Deze wedstrijd geldt tevens als het eerste Europees kampioenschap wegrace. Daarnaast behaalde hij het podium te Assen in 1934 bij de 175 cc (tevens het EK toen) en won hij in 1935 de GP van Francorchamps. Ook werd hij driemaal Belgisch kampioen bij de 175 cc (1935, 1936 en 1937).